# Gèn (I Ching)
Gèn (em chinês pinyin) (艮) ou gon em japonês, é um dos oito trigramas básicos do Bāguà, elemento estruturante do I Ching.
Também grafado Kên, este conceito chinês pode ser associado à Montanha (山), ao elemento Terra (土), ao planeta Urano (天王星), ao 3.º Filho, à Quietude.
Uma linha contínua no alto de duas linhas quebradas simboliza a montanha. A linha contínua representa a elevação e as duas linhas quebradas inferiores representam a terra. Assim esta imagem é uma montanha elevada acima da terra. Gèn também se refere aos signos Boi (zodíaco) e Tigre (zodíaco) e recebe o nome de Ushitora.